# Fivel Stewart
Fivel Stewart, pseudonimo di Trent Heaven Stewart (Beverly Hills, 4 novembre 1996), è un'attrice statunitense nota per i suoi ruoli in Hansel e Gretel: Warriors of Witchcraft, Freeze e Pit Fighter.
Ha interpretato il ruolo ricorrente di Izzie in tre stagioni di Atypical.

## Biografia
Fivel Stewart è nata a Beverly Hills, in California. Suo padre, Nils Allen Stewart, è uno stuntman professionista. Sua madre ha origini giapponesi, coreane e cinesi mentre suo padre ha origini russe, scozzesi e native americane. Fivel è la sorella minore dell'attore Booboo Stewart e dell'attrice e stuntwoman Maegan Stewart. In passato Fivel si è esibita con i fratelli Booboo e Maegan come parte dei "TSC" (The Stewart Clan).

## Carriera
Fivel lavora nell'industria dell'intrattenimento dall'età di 7 anni. È stata la cantante della band My Allowance. Ha fatto tournée con Demi Lovato, Menudo e Mitchel Musso . È anche stata la main vocalist della sua band "5L", della quale ha fatto parte anche suo fratello Booboo Stewart, che suonava la chitarra. Fivel ha iniziato a praticare karate all'età di 5 anni. Ha iniziato a gareggiare a 6 anni, diventando campionessa del mondo di arti marziali nel 2002 e nel 2003. Nel 2003 è stata inserita nella Black Belt Junior Hall of Fame.

## Filmografia

### Attrice

#### Cinema
- State's Evidence, regia di Benjamin Louis (2004) – non accreditata

- Yard Sale, regia di Bob Logan (2004)
- Pit Fighter, regia di Jesse V. Jonhson (2005)
- Logan, regia di Kyle Lawrence e Caleb Doyle (2010)
- Hansel & Gretel: Warriors of Witchcraft, regia di David DeCoteau (2013)
- Isolated, regia di Justin Le Pera (2013)
- Like a Country Song, regia di Johnny Remo (2014)
- The Last Survivors, regia di Tom Hammock (2014)
- Hope Bridge, regia di Joshua Overbay (2015)
- American Satan, regia di Ash Avildsen (2017)
- Bad Company, regia di Robin Christian (2018)
- Sharon Tate - Tra incubo e realtà, regia di Daniel Farrands (2019)
- The Never List, regia di Michelle Mower (2020)
- Ted Bundy: American Boogeyman, regia di Daniel Farrands (2021)
- Umma, regia di Iris K. Shim (2022)

#### Televisione
- Dante's Cove – serie TV, 5 episodi (2004-2006)
- The O.C – serie TV, 1 episodio (2006)
- Lab Rats: Elite Force – serie TV, 1 episodio (2016)
- Lifeline – webserie, (2017)
- Atypical – serie TV, 27 episodi (2017-2021)
- T@gged – webserie, 11 episodi (2018)
- Close Up, regia di Alex Kalymnios – film TV (2020)
- Roar – miniserie, 1 episodio (2022)
- The Recruit – serie TV, 14 episodi (2022-2025)
- Alert: Missing Persons Unit – serie TV, 12 episodi (2023-2025)

#### Cortometraggi
- Mercy, regia di Antony Teofilo (2008)
- Freeze, regia di Scott Eriksson (2013)
- State of Ward, regia di Ron Raphael Jacobs (2017)

#### Videoclip
- Summerland, half•alive (2021)

## Doppiatrici italiane
Nelle versioni in italiano delle opere in cui ha recitato, Fivel Stewart è stata doppiata da:
- Martina Felli in Atypical
- Giulia Franceschetti in The Recruit
- Sara Labidi in Umma
- Roisin Nicosia in Alert: Missing Persons Unit